# Praia da Figueirinha
Praia da Figueirinha è una spiaggia situata nei pressi della città di Setúbal, inserita nel parco naturale di Arrábida, in Portogallo. La spiaggia si raggiunge partendo da Setúbal percorrendo la Estrada da Rasca che serpeggia per la Serra da Arrábida, in parte costeggiando il mare.
Nelle vicinanze si trova una zona boscosa a margine del fiume che vi scorre accanto e in estate è utilizzata per pic-nic. Il mare è generalmente calmo, motivo per cui la spiaggia diventa una zona piuttosto affollata nel periodo estivo. Un lungo banco di sabbia emerge dal mare durante la bassa marea, rendendo questa spiaggia un luogo appetibile in particolare per i bambini.
Integrata nella Serra da Arrábida, la spiaggia offre una bella vista sulla penisola di Tróia (di fronte) e su Portinho da Arrábida, localizzato a Ovest.
Come infrastrutture si segnalano un posteggio (limitato), un ristorante, vigilanza, tende da sole e giochi.